# Spagelsöd
Spagelsöd ist ein Gemeindeteil des Marktes Buchbach im oberbayerischen Landkreis Mühldorf am Inn.

## Lage
Die Einöde Spagelsöd liegt knapp 2,5 Kilometer östlich von Buchbach auf der Gemarkung Felizenzell am Iglberger Graben, der in den Walkersaicher Mühlbach mündet. 

## Grabhügel
Im Wäldchen 350 m südlich von Spaglsöd ist ein Grabhügel aus vorgeschichtlicher Zeit erhalten. Er ist in der Liste der Bodendenkmäler in Buchbach aufgeführt.

## Bevölkerungsentwicklung
Um 1871 gab es in Spaglsöd elf Einwohner. Im Mai 1987 lebten dort vier Einwohner in einem Wohngebäude.
| Jahr      | 1871 | 1925 | 1950 | 1970 | 1987 |
| Einwohner | 11   | 10   | 11   | 6    | 4    |